# دينيس دونالدسون
دينيس دونالدسون هو سياسي بريطاني، ولد في 1950 في بلفاست في المملكة المتحدة، وتوفي في 4 أبريل 2006 في Glenties ‏ في جمهورية أيرلندا.